# توکری
توکری (به لاتین: Tüükri) یک روستا در استونی است که در دهستان ویرو-نیگولا واقع شده‌است.